# Estación de Meuse TGV

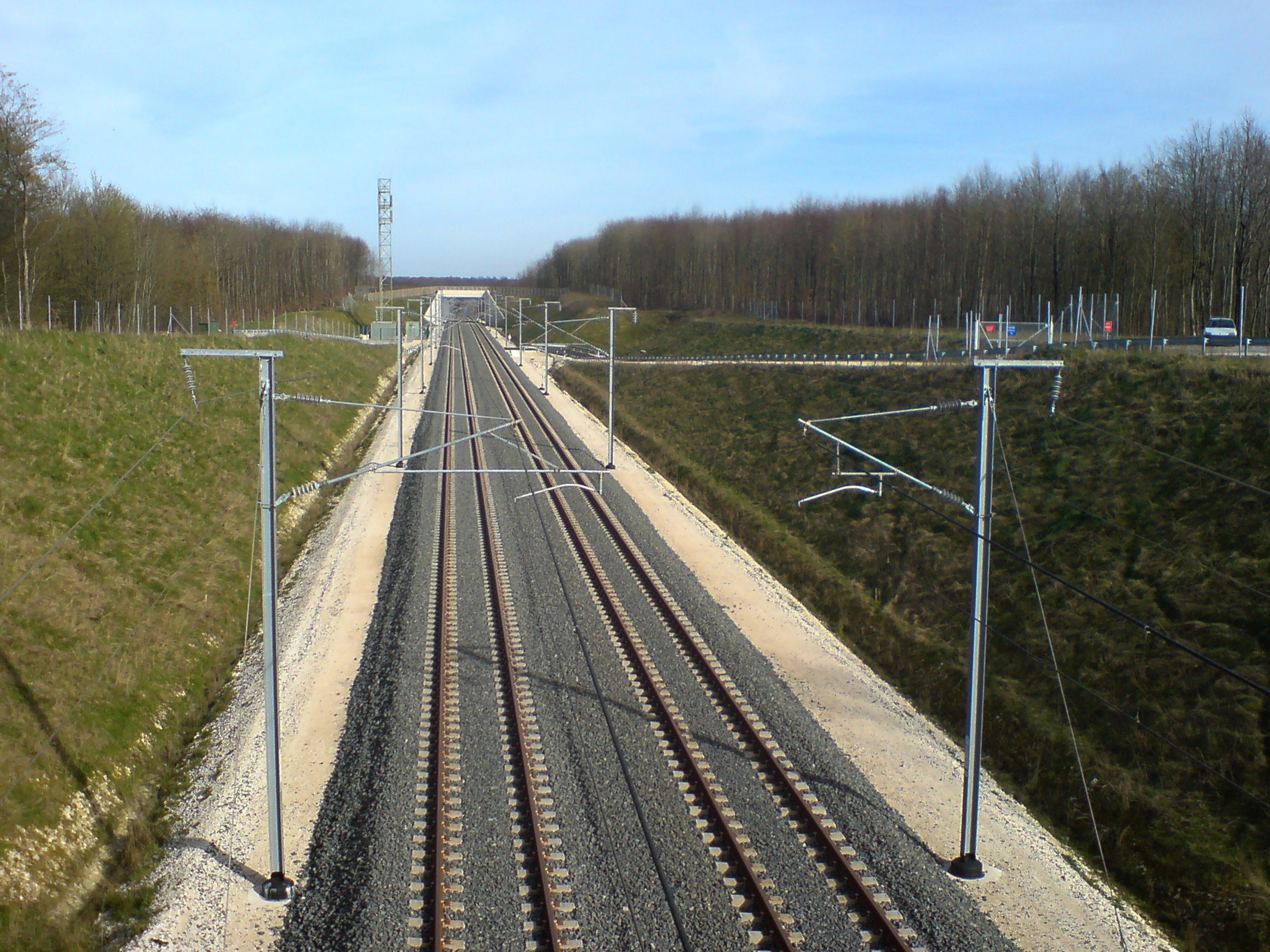
LGV Est en cercanías de la estación Meuse TGV.

La Estación de Meuse TGV (Gare de Meuse TGV en francés) es una estación ferroviaria situada en la LGV Est francesa y que fue abierta al uso comercial en junio de 2007. Está situada en el término municipal de Trois-Domaines, en el departamento de Mosa (Meuse en francés), en la región de Lorena.

## Arquitectura
El edificio tiene una superficie de 310 m² y de acuerdo a lo establecido por el Concejo General de Mosa la estación fue realizada con madera de la zona.

## Accesos y servicios
La estación se sitúa en el término municipal de Trois-Domaines, a mitad de camino entre las ciudades de Verdún y Bar-le-Duc sobre la carretera RD1916 (ex-RN35)
La estación posee 50 puestos de estacionamiento.